# انتقادات موجهة لقناة الجزيرة
انتقادات على قناة الجزيرة بالرغم من تمتع قناة الجزيرة بقاعدة جماهيرية عريضة في منطقة الشرق الأوسط وشمال أفريقيا، فقد تعرضت المؤسسة، والقناة العربية الأصلية على وجه الخصوص، لانتقادات وتورطت في العديد من الجدال.
بسبب مخالفة خطها التحريري لمنظور بعض الدول تم إغلاق مكاتب الجزيرة في العديد منها العراق والبحرين والكويت والأردن وفلسطين والسودان وتونس والمغرب وسوريا ومصر والسعودية في المقابل فتحت قناة الجزيرة مكتبها في الجزائر لأول مرة منذ 21 سنة من رفض الرئيس الجزائري عبد العزيز بوتفليقة عمل القناة في البلاد. بسب نقلها ثورات الربيع العربي 

## ادعاءات معاداة السامية
أشار مقال نشر في مجلة الصحافة الأمريكية (American Journalism Review) أن نقاد قناة الجزيرة «هاجموا ما يرون أنه تحيز ضد السامية وضد أمريكا في محتوى أخبار القناة.» وتم الاستشهاد بأحد الأمثلة التي وقعت منذ عدة سنوات حيث ذكر تقرير في قناة الجزيرة أنه تم إبلاغ اليهود سلفًا بعدم الذهاب إلى العمل في اليوم الذي وقعت فيه هجمات 11 سبتمبر، وهو ما تعرض للانتقاد في مقال افتتاحي نشر في أكتوبر عام 2001 في جريدة نيويورك تايمز (New York Times). ومن الأمثلة الأحدث الأخرى التي قدمها المقال، البرنامج الأسبوعي «الشريعة والحياة» الذي يقدمه عالم الدين المصري يوسف القرضاوي، وفقًا لمقال نشر في مجلة «أتلانتيك» (The Atlantic) في فبراير 2011، حيث «جادل بوضوح وثبات بأن الدين الإسلامي يعاقب على عدم كراهية إسرائيل واليهود.»
انتقد المعلّق في قناة فوكس نيوز (Fox News) بيل أورايلي قناة الجزيرة لكونها «معادية للسامية» و«معادية لأمريكا». وردًا على ذلك، فإن المراسل المتمرس في برنامج نايت لاين (Nightline) الذي يذاع على قناة إيه بي سي (ABC) ديف ماراش والذي استقال من وظيفته كمعد أنباء في واشنطن بقناة الجزيرة الإنجليزية في عام 2008 نتيجة شعوره بوجود تحيز ضد أمريكا، فقد ظهر في برنامج أورلي فاكتور (O'Reilly Factor) وأكد قائلاً، «إن القناة بالتأكيد ليست معادية للسامية، ولكنها معادية لنتنياهو ومعادية لليبرمان ومعادية لإسرائيل.»
وحسبما ذكر إيريك نبسيت، الأستاذ في جامعة ولاية أوهايو الذي درس الإعلام العربي ومعاداة أمريكا، فإن معاداة السامية جزء أصيل من نسيج التقارير العربية لقناة الجزيرة.

## التحيز
قدم المراسل اللبناني الشيعي في قناة الجزيرة علي هاشم استقالته من القناة بعد تسريب رسائل بريد إلكتروني تظهر استياءه من التغطية «غير الاحترافية» والمتحيزة من القناة لـ الثورة السورية في ضوء الانتفاضة البحرينية، التي لم تحظ بنفس القدر من الاهتمام على الشبكة مثلما حظيت الثورة السورية، وقد كان أحد جانبي الصراع يمول من قِبل دولة قطر التي تمول قناة الجزيرة أيضًا.

## التشويش على القمر الصناعي
في أثناء نقل المباراة الافتتاحية في بطولة كأس العالم لكرة القدم 2010، انقطع بث قناة الجزيرة الرياضية في العالم العربي دون تفسير في النصف الأول من المباراة، بينما كان البث مشوشاً في النصف الثاني. وصرّحت الجزيرة والفيفا بأنهما يعملان على اكتشاف سبب التشويش على حقوق البث الرسمية لقناة الجزيرة. وذكرت صحيفة الجارديان البريطانية أن الأدلة تشير إلى حدوث تشويش من قِبل الحكومة الأردنية.

## حسب الدولة

### البحرين
منع وزير الإعلام البحريني نبيل يعقوب الحمر مراسلي الجزيرة من تقديم التقارير الإخبارية من داخل البلاد في 10 مايو 2002، وقال إن المحطة منحازة لإسرائيل وضد البحرين. وبعد التحسن في العلاقات بين البحرين وقطر في عام 2004، عاد مراسلو الجزيرة إلى البحرين. وفي عام 2010، منع وزير الإعلام مراسلي الجزيرة مرة أخرى من تقديم التقارير الإخبارية من داخل البلاد. واتهمت الوزارة الشبكة بأنها «تهزأ بقوانين دولة [البحرين] التي تنظم عمل الصحافة والنشر»، وذلك بعدما أذاعت الجزيرة تقريرًا يتحدث عن الفقر في البحرين.
وخلال زيارته لـمصر في نوفمبر 2011، انتقد نبيل رجب، رئيس مركز البحرين لحقوق الإنسان تغطية الجزيرة للانتفاضة البحرينية، وقال إنها تمثل معايير مزدوجة عربية. وعلّق رجب قائلاً «إن تعمد قناة الجزيرة لتجاهل تغطية الاحتجاجات في البحرين تجعلني أؤمن بشدة أننا بحاجة إلى قنوات يدعمها أفراد وليس أنظمة».

### المغرب
في 2008، أعلنت وزارة الاتصال المغربية سحب اعتماد الصحفي ومدير مكتب قناة الجزيرة في الرباط حسن الراشدي بعد توجيه النيابة العامة المغربية التابعة للمحكمة الابتدائية في الرباط تهمة له ولعضو المركز المغربي لحقوق الإنسان "إبراهيم سبع الليل" ببث أخبار زائفة بخصوص احتجاجات سيدي إفني زعم سقوط قتلى خلال المظاهرات كانت قد استقتها من مصادر حقوقية محلية بينما نفت السلطات المغربية ذلك قطعا.
في 29 أكتوبر 2010، أعلنت وزارة الإعلام المغربية تعليق نشاط مكتب قناة الجزيرة في العاصمة الرباط ووقف العمل بالاعتمادات الممنوحة لطاقمها اعتراضا على خطها التحريري العام الذي شمل حسب بيان الوزارة "عدة خروقات وانحرافات عن قواعد العمل الصحفي أضرت بمصالح البلاد العليا ووحدتها الترابية وفي مقدمتها قضية الصحراء الغربية دون رغبة في تحري شروط الدقة والموضوعية واحترام قواعد المهنة أو تصحيح معلوماتها رغم التنبيهات والملاحظات المتكررة التي جرى إبلاغها للقناة ماحذى بالوزارة المغربية إلى اعتبار ذلك "تماديا مقصودا هدفه الإساءة إلى المغرب، وتصعيدا ملحوظا زاد حجمه طيلة الفترة الأخيرة، مع إصرار واضح على تقديم صورة سلبية غير صحيحة عن البلد"، في المقابل استنكر مكتب الجزيرة قرار وزارة الإعلام المغربية.

### الكويت
في 2010، تم إغلاق مكتب الجزيرة في مدينة الكويت وسحب الاعتمادات والتراخيص الممنوحة للمراسيلن من قبل الحكومة الكويتية بسبب تدخلها في الشأن الداخلي الكويتي وعدم إلتزامها بالتعليمات الممنوحة من قبل الوزارة بحسب بلاغ وزارة الإعلام الكويتية؛ وذلك بعد بث القناة تقريرا عن تعنيف الشرطة الكويتية لنشطاء أسفرت عن إصابة أربعة نواب كما تضمن التقرير مقابلات مع أعضاء المعارضة الكويتية حسب مبدأ القناة بسماع الرأي والرأي الاخر رغم رفض الحكومة لذلك مما دعى الأخيرة لإتخاذ قرار الإغلاق.

### مصر
انتقدت صحيفة المصري اليوم قناة الجزيرة لتحيزها الواضح خلال تغطية الأخبار المتعلقة بمصر وحكومتها، وعللت بأن هذه «الهجمات المستمرة ضد مصر هدفها تشويه صورة مصر في المنطقة» كما يعتقد الكثيرون. علاوةً على ذلك، أقامت قناة الجزيرة دعوى قضائية ضد جريدة الأهرام المصرية بسبب مقال نشر في 9 يونيو 2010 بعنوان «جزيرة التحرش» الذي وجدت قناة الجزيرة أنه «عارٍ تمامًا عن الصحة وغير احترافي صحفيًا»، كما زعمت بأن هدف المقال هو «تدمير سمعة شبكة الجزيرة لا غير». 

### العراق
خلال حرب العراق، واجهت قناة الجزيرة قيودًا على بث التقارير والتنقل بحرية، مثلما حدث مع غيرها من منظمات الأخبار. بالإضافة إلى ذلك، طُرد أحد صحفييها وهو تيسير علوني من الدولة، في حين جرد آخر، ديار العمري، من تصريح صحفي له من قِبل الولايات المتحدة. وردًا على ذلك، أعلنت قناة الجزيرة في 2 أبريل 2003 عن أنها «ستجمد كل تغطياتها الإخبارية مؤقتًا» في العراق اعتراضًا على ما وصفته تدخلاً غير معقول من المسؤولين العراقيين.
وخلال عام 2004، أذاعت قناة الجزيرة عدة مقاطع فيديو للعديد من ضحايا عمليات الخطف في العراق، والتي تم إرسالها إلى الشبكة. وقد صور الفيديو الخاطفين الذين يحتجزون الرهائن. وغالبًا ما تظهر مقاطع الفيديو الرهائن معصوبي العينين ويناشدون للإفراج عنهم. ويبدون في الغالب مجبرين على قراءة بيانات معدة من قِبل خاطفيهم. وساعدت قناة الجزيرة السلطات من البلاد الأصلية للضحايا في محاولة تأمين الإفراج عنهم. وتضمن ذلك بث نداءات من أفراد الأسرة والمسؤولين الحكوميين. وعلى عكس بعض المزاعم، بما فيها تعليقات دونالد رامسفيلد التي ترددت كثيرًا في يوم 4 يونيو 2005، لم تعرض قناة الجزيرة أبدًا مشهد قطع الرأس. (ظهرت مشاهد قطع الرؤوس في العديد من المواقع الإلكترونية غير التابعة لقناة الجزيرة، وأحيانًا يتم نسبها بالخطأ إلى قناة الجزيرة.)
في 7 أغسطس 2004، أغلقت حكومة علاوي العراقية مكتب الجزيرة في العراق، وزعمت أنه مسؤول عن تقديم صورة سلبية عن العراق واتهمت الشبكة بالشحن لقتال قوات التحالف. وصرّح المتحدث باسم الجزيرة جهاد بلوط قائلاً: "إنه شيء مؤسف ونحن نعتقد أنه لا مبرر له. ويتعارض هذا القرار الأخير مع كافة وعود السلطات العراقية بشأن حرية التعبير وحرية الصحافة، ووعدت الجزيرة بمواصلة تقديم التقارير من داخل العراق. وقد أظهرت صور إخبارية أفرادًا عسكريين أمريكان وعراقيين يعملون معًا لغلق المكتب. في البداية، تم حظر البث لمدة شهر واحد، ثم امتدت المدة في سبتمبر 2004 لأجل غير مسمى، وتم غلق المكاتب، مما أثار شجب صحفيين دوليين.
أحد الانتقادات الواسعة النطاق هو الادعاء الذي لا أساس له من الصحة بأن الجزيرة أظهرت فيديو لإرهابيين ملثمين يقطعون رؤوس رهائن غربيين في العراق. وعند ذكر ذلك في وسائل الإعلام الأخرى، ضغطت الجزيرة للتراجع عن هذه الادعاءات. وتكررت هذه الادعاءات على قناة فوكس نيوز في الولايات المتحدة في يوم بدء إطلاق خدمات الجزيرة الإنجليزية، أي يوم 15 نوفمبر 2006. ولاحقًا، قدمت صحيفة الجارديان (The Guardian) اعتذارًا عن المعلومات الخاطئة الخاصة بكون الجزيرة «أظهرت فيديو لإرهابيين ملثمين يقطعون رؤوس رهائن غربيين».

### إسرائيل
في 19 يوليو 2008، بثت قناة الجزيرة برنامجًا من لبنان غطى احتفالات «استقبال» سمير قنطار، المناضل اللبناني الذي سجن في إسرائيل لقتله عدة أشخاص في هجوم شنته جبهة التحرير الفلسطينية من لبنان على إسرائيل. وفي البرنامج، أشاد مدير مكتب الجزيرة في بيروت، غسان بن جدو بقنطار ووصفه بأنه «بطل الوحدة العربية» ونظم حفل عيد ميلاده له. وفي مقابل ذلك، هدد المكتب الإعلامي للحكومة (GPO) الإسرائيلية بمقاطعة القناة الفضائية ما لم تعتذر. وبعد بضعة أيام، صدر خطاب رسمي من المدير العام لقناة الجزيرة، وضاح خنفر، اعترف فيه بأن البرنامج انتهك قواعد السلوك المهني للمحطة وأنه طلب من مدير البرامج في القناة اتخاذ الخطوات اللازمة لضمان عدم تكرار مثل هذا الحدث.
هذا بالإضافة إلى انتقاد شبكة التلفزيون التحيز الواضح خلال تغطية الأحداث في النزاع الفلسطيني-الإسرائيلي، بما في ذلك مذبحة بات متسفا في عام 2002، حيث لم تذكر الشبكة أن ضحايا المذبحة كانوا يحضرون احتفال بات متسفا لفتاة بلغت 12 عامًا، وأغفلت عن ذكر أن المسلح هاجم صالة ولائم مزدحمة. وعندما تم اغتيال المناضل الفلسطيني رائد الكرمي على يد الجيش الإسرائيلي، انتقدت قناة الجزيرة لعدم ذكرها الاتهامات الإسرائيلية بشأن عدد الأشخاص الذين قتلهم، والتي كانت لتقدم سياقًا للقصة. في 5 مايو 2024 قررت الحكومة الإسرائيلية إغلاق مكاتب قناة الجزيرة في إسرائيل ومصادرة معداتها وحجب مواقعها الإلكترونية في إسرائيل.

### الضفة الغربية
في 22 من أيلول عام 2024 فجرًا حوالي الساعة 4:00، اقتحم الجنود الإسرائيليون مقر ومكتب قناة الجزيرة في فلسطين وسط مدينة رام الله في شارع شيرين أبو عاقلة، وقاموا بتسليم مدير مكتب الجزيرة، وليد العمري، أمرًا عسكريًا أصدره آفي بلوط بإغلاق المكتب وحظر عمل القناة لمدة 45 يومًا داخل الضفة الغربية. وجاء الأمر استنادًا إلى قانون الطوارئ، الذي تضمن إجراءً استثنائيًا وشهد انتهاكات عدة لحقوق الصحفيين والقوانين الدولية، حيث إن رام الله تابعة للسلطة الفلسطينية. كما قاموا بمصادرة الأجهزة الخاصة بالمكتب بالإضافة الى تدمير بعض محتويات المكتب وتمزيق ملصقًا ورقيًا هناك للصحفية شيرين أبو عاقلة، التي كان قتلها قبل عامين من ذلك الاقتحام.
جاء هذا القرار بعد منع القناة من العمل وتغطية العدوان الإسرائيلي على غزة عام 2023 داخل حدود الخط الأخضر، وبذلك تكون القناة قد حُظرت بالكامل من حق مزاولة الصحافة داخل أراضي فلسطين التاريخية.

### السعودية
في العام 2002 تطرق برنامج تلفزيوني بثته قناة الجزيرة واستضافت فيه القناة أشخاصاً اعتبرتهم الحكومة السعودية بأنهم تعرضوا للملك السابق الملك عبد العزيز وأسرة آل سعود وأدىّ هذا البرنامج لسحب السعودية سفيرها صالح الطعيمي من الدوحة.

### ليبيا
وفقًا لإعلام الجماهيرية العربية الليبية، فقد عملت قناة الجزيرة لصالح الدول الغربية ودول مجلس التعاون الخليجي في الترويج لسياساتهم ضد ليبيا. وأوضح أن الجزيرة عملت على "نشر افتراءات وأكاذيب لإثارة الرأي العام العالمي.”
وقد عارض أمير دولة قطر سمو الشيخ حمد بن خليفة الثاني الحكومة الليبية ودعم الثورة المسلحة في ليبيا في عام 2011؛ حيث قدم للثوار دعمًا عسكريًا وماليًا ضخمًا. وأصدر أمير قطر أمرًا لقناة الجزيرة بالتركيز على الصراع الليبي في التغطية الإخبارية للقناة، وهو ما ساهم في كسب تأييد الرأي العام وأثر على آراء العالم العربي فيما يحدث في ليبيا. وفي خلال أسبوع واحد من بدء الاحتجاجات في ليبيا ضد العقيد معمر القدافي، بدأت قناة الجزيرة في استخدام علم الثورة المكون من ثلاثة ألوان لتمييز تغطيتها.
علاوة على ذلك، ظهر أمير قطر على قناة الجزيرة وشدد على ضرورة التدخل العسكري في ليبيا. وتم انتقاد صحفيي الجزيرة لعدم اعتراضهم على موقف الأمير.
وبالرغم من تقرير قناة الجزيرة في 22 فبراير 2011 عن شن الحكومة الليبية ضربات جوية على مدن بنغازي وطرابلس، فقد أشار المراقبون إلى أن الضربات الجوية لم تقع.

### الصومال
في يناير 2009، بثت قناة الجزيرة فيلمًا وثائقيًا عن إلقاء النفايات السامة في الصومال. وتوصل صحفي صومالي درس محتوى الفيلم الوثائقي المكون من جزأين لقناة الجزيرة، الحقيقة السامة (The Toxic Truth)،  إلى أن الجزيرة فشلت في بحث القصة بدقة لأن أحد الرسائل التي استخدمت لإثبات تهريب الأسلحة نشرت في 15 أبريل 1992، من طرف وزارة الدفاع في جمهورية اليمن الديمقراطية الشعبية بعد مرور عامين تقريبًا على اتحاد جنوب اليمن وشمال اليمن ليشكلا الجمهورية اليمنية في مايو 1990. وكان أحد الانتقادات الأخرى التي وجهت للفيلم الوثائقي هو أن الجزيرة لم تسمح لـ علي مهدي محمد، الرئيس المؤقت السابق للصومال بممارسة حقه في الرد على اتهامه بالسماح لشركات إيطالية ببناء مطارح أنقاض في الصومال.

### إسبانيا
تم اعتقال المراسل تيسير علوني في إسبانيا في 5 سبتمبر 2003 بتهمة تقديم دعم لأعضاء في القاعدة. وأمر القاضي بالتاسار غارثون، الذي أصدر أمر الاعتقال، بحبس علوني بدون كفالة. ومن ثم، كتبت الجزيرة إلى رئيس الوزراء الأسباني خوسيه ماريا أثنار واعترضت قائلة: «في عدة مناسبات، ألتقى صحفيون غربيون سراً بمنظمات سرية ولم يتعرضوا لأي إجراء قانوني لأنهم كانوا يؤدون عملهم، لذا لماذا يتم استثناء علوني؟» وتم إطلاق سراح علوني بكفالة بعدها بعدة أسابيع بسبب حالته الصحية، ولكنه منع من مغادرة البلاد.
وفي 19 سبتمبر، أصدرت محكمة إسبانية أمر اعتقال في حق علوني قبل صدور الحكم المتوقع. وقد طلب علوني من المحكمة منحه إذناً بزيارة أسرته في سوريا لحضور جنازة أمه، ولكن السلطات رفضت طلبه، بل وأمرت بإعادته إلى السجن.
وبالرغم من إنكاره أمام المحكمة لكافة التهم الموجهة إليه، فقد حكم على علوني في 26 سبتمبر 2005 بالسجن لمدة سبع سنوات لتعاونه مع تنظيم القاعدة ونقل الأموال لها. وأصر علوني على أنه أجرى مقابلة مع بن لادن فقط بعد هجمات 11 سبتمبر على الولايات المتحدة. ودعمت قناة الجزيرة علوني باستمرار وأكدت على أنه بريء.
أدانت العديد من المنظمات الدولية والخاصة (من بينها مراسلون بلا حدود) الاعتقال ودعت المحكمة الإسبانية للإفراج عن تيسير علوني. وتم إنشاء مواقع إلكترونية، مثل اللجنة الدولية للدفاع عن تيسير علوني (Alony Solidarity) لدعم علوني.

### سوريا
انتقدت الجزيرة بسبب تغطيتها المتحيزة للثورة السورية. ووصفت تقارير القناة بأنها داعمة بشكل كبير للثوار، بينما تشيطن الحكومة السورية. واقتبست صحيفة «السفير» اللبنانية مشاهد محذوفة لمقابلات تظهر قيام طاقم القناة بتدريب شهود العيان وتلفيق تقارير عن الظلم الذي تمارسه الحكومة السورية. وأشارت إلى رسائل إلكترونية داخلية مسربة تبين أن الجزيرة أصبحت خاضعة لسياسة أمير قطر الخارجية الجازمة التي تدعم ثوار سوريا وتؤيد التدخل العسكري في البلاد.
في مارس 2012، استقال مراسل الجزيرة علي هاشم واثنان آخران من عملهم بسبب اعتراضهم على أسلوب إعداد التقارير حول الأزمة السورية. وذكروا أن الجزيرة دفعت 50000 دولار لتهريب هواتف ووسائل اتصال عبر الأقمار الصناعية لثوار سوريا. وختم هاشم قائلاً: «كانت القناة تتخذ موقفًا محددًا من الأحداث. وقد تدخلت في كل تفاصيل التقارير المعدة عن الثورة السورية.»
جدير بالذكر أن أحمد إبراهيم، المسؤول عن التغطية الإخبارية للجزيرة في سوريا، هو شقيق أحد الأعضاء البارزين في «المجلس الوطني الثوري» المعارض. وحسبما ذكر، مارست الجزيرة ضغوطًا على صحفييها لاستخدام لقب «شهيد» على قتلى الثورة السورية، بينما لم تمنح قتلى القوات الموالية للحكومة هذا اللقب.

### المملكة المتحدة
اعترض المسؤولون البريطانيون، شأنهم في ذلك شأن نظرائهم الأمريكيين، بشدة على تغطية قناة الجزيرة لـغزو العراق عام 2003. وصرّحت قناة الجزيرة بأن قادة قوات التحالف كانوا يعارضون لأن تقارير القناة زادت من صعوبة تحكم كلا البلدين في طريقة تقديم الحرب في التقارير الإخبارية.

### الولايات المتحدة
منذ 9\11، ادعى المسؤولون الأمريكيون ممارسة تحيز ضد أمريكا في التغطية الإخبارية لقناة الجزيرة. وقد اكتسبت المحطة اهتمامًا واسعًا في الغرب بعد هجمات 11 سبتمبر 2001 عندما بثت مقاطع فيديو تظهر أسامة بن لادن وسليمان أبو الغيث يدافعان ويبرران فيها عن الهجمات. وأدى ذلك إلى جدل واسع واتهامات من قِبل الحكومة الأمريكية لقناة الجزيرة بأنها تشارك في الدعاية للإرهابيين. وعارضت الجزيرة هذه الاتهامات وقالت إنها تقدم المعلومات فقط دون تعليق، ولاحقًا حذت العديد من القنوات التلفزيونية الغربية حذوها في بث أجزاء من مقاطع الفيديو. وفي مؤتمر صحفي عقد في 3 أكتوبر 2001، حاول كولين باول إقناع أمير قطر بغلق قناة الجزيرة.
في 12 أكتوبر 2008، بثت قناة الجزيرة مقابلات مع أشخاص يحضرون تجمع انتخابات الرئاسة الأمريكية في عام 2008 لسارة بالين في ساينت كليرسفيل، أوهايو، حيث علّق من أجريت معهم المقابلات عن باراك أوباما بعبارات مثل، «إنه يعتبر البيض حثالة» و«إنني خائف من أنه إذا فاز في الانتخابات، فإن السود سيستولون على السلطة». وحقق التقرير نسبة مشاهدة تجاوزت مليوني مشاهد على اليوتيوب واستدعت تقديم كولين باول تعليقًا: «إن هذه النوعية من النماذج التي تظهر على الجزيرة تقتلنا.» وبعد ذلك، نشرت صحيفة واشنطن بوست مقال رأي، تزعم فيه أن القناة الإخبارية كانت تشجع عمدًا على «الشعور بمعاداة أمريكا في الخارج»،  وهو ما انتقدته قناة الجزيرة بأنه «هجوم جاهل ولا مبرر له على دوافع الجزيرة»، ذلك أن التقرير لم يكن أكثر من ساعة واحدة من «مئات الساعات من التغطية المتنوعة».
وزعم بعض النقاد أن قناة الجزيرة راقبت النقد الموجه للولايات المتحدة بضغط من أمريكا نفسها. وقدم وضاح خنفر مدير الجزيرة الإنجليزية السابق استقالته في سبتمبر 2011 بعد نشر وثائق ويكيليكس التي أكدت على وجود علاقة وثيقة له مع الولايات المتحدة وموافقته على حذف محتوى التقارير إذا اعترضت الولايات المتحدة عليه.
ادعى بعض منافسي الجزيرة بأن القناة مؤيدة لأمريكا. وأكدت الشبكة الروسية «آر تي» (RT)، التي تنتقد في بعض الأحيان لتحيزها المزعوم ضد الغرب، أن وثائق ويكيليكس المتعلقة بوضاح خنفر (أنظر أعلاه) تثبت أن الجزيرة مؤيدة لأمريكا. وقدمت إذاعة صوت روسيا (Voice of Russia) نفس الادعاء. ونشر منافس آخر، قناة بريس تي في (Press TV) الإيرانية، مقالات تنتقد قناة الجزيرة وتدعي تحيزها لأمريكا وخدمتها لمصالح إسرائيل. وتزامن انتقادها لقناة الجزيرة مع انتقاد حكومة قطر وتقارير عن تجمعات ضد الحكومة.

#### اعتقال سامي الحاج
أعتقل مصور قناة الجزيرة سامي الحاج، السوداني الجنسية، أثناء عبوره إلى أفغانستان في ديسمبر بدون تهمة وأطلق عليه مقاتل عدو في معسكر دلتا بـخليج غوانتانامو. وما زالت أسباب اعتقاله غير معروفة، بالرغم من أن البيان الرسمي للولايات المتحدة يذكر أن جميع المعتقلين يشكلون خطرًا على الأمن. وقد أعربت منظمة مراسلون بلا حدود مرارًا عن قلقها إزاء اعتقال الحاج، وذكرت الحاج في مؤشرها السنوي لحرية الصحافة في العالم، وأطلقت عريضة للإفراج عنه.
في 23 نوفمبر 2005، ذكر محامي سامي الحاج كلايف ستافورد سميث أنه خلال (125 من 130) مقابلة، سأل المسؤولون الأمريكيون الحاج عما إذا كانت قناة الجزيرة واجهة لتنظيم القاعدة. ومنذ ذلك الحين، أعرب الحاج عن خططه لإقامة دعوى قضائية ضد الرئيس الأمريكي السابق جورج دبليو بوش للمعاملة التي لاقاها في أثناء اعتقاله في غوانتانامو. وفقًا لستافورد سميث، تتضمن هذه الاتهامات التعرض للضرب والاعتداء الجنسي خلال سجنه.